# Велике Прокошево
Велике Проко́шево (рос. Большое Прокошево) — присілок у складі Дмитровського міського округу Московської області, Росія.

## Населення
Населення — 152 особи (2010; 124 у 2002).
Національний склад (станом на 2002 рік):
- росіяни — 91 %